# Darul Uloom Deoband
 (novembre 2022).
Le contenu est difficilement compréhensible vu les erreurs de traduction, qui sont peut-être dues à l'utilisation d'un logiciel de traduction automatique.
 (avril 2021).
La mise en forme du texte ne suit pas les recommandations de Wikipédia : il faut le « wikifier ».
Les points d'amélioration suivants sont les cas les plus fréquents. Le détail des points à revoir est peut-être précisé sur la page de discussion.
- Les titres sont pré-formatés par le logiciel. Ils ne sont ni en capitales, ni en gras.
- Le texte ne doit pas être écrit en capitales (les noms de famille non plus), ni en gras, ni en italique, ni en « petit »…
- Le gras n'est utilisé que pour surligner le titre de l'article dans l'introduction, une seule fois.
- L'italique est rarement utilisé : mots en langue étrangère, titres d'œuvres, noms de bateaux, etc.
- Les citations ne sont pas en italique mais en corps de texte normal. Elles sont entourées par des guillemets français : « et ».
- Les listes à puces sont à éviter, des paragraphes rédigés étant largement préférés. Les tableaux sont à réserver à la présentation de données structurées (résultats, etc.).
- Les appels de note de bas de page (petits chiffres en exposant, introduits par l'outil «  Source ») sont à placer entre la fin de phrase et le point final[comme ça].
- Les liens internes (vers d'autres articles de Wikipédia) sont à choisir avec parcimonie. Créez des liens vers des articles approfondissant le sujet. Les termes génériques sans rapport avec le sujet sont à éviter, ainsi que les répétitions de liens vers un même terme.
- Les liens externes sont à placer uniquement dans une section « Liens externes », à la fin de l'article. Ces liens sont à choisir avec parcimonie suivant les règles définies. Si un lien sert de source à l'article, son insertion dans le texte est à faire par les notes de bas de page.
- La présentation des références doit suivre les conventions bibliographiques. Il est recommandé d'utiliser les modèles {{Ouvrage}}, {{Chapitre}}, {{Article}}, {{Lien web}} et/ou {{Bibliographie}}. Le mode d'édition visuel peut mettre en forme automatiquement les références.
- Insérer une infobox (cadre d'informations à droite) n'est pas obligatoire pour parachever la mise en page.

Pour une aide détaillée, merci de consulter Aide:Wikification.
Si vous pensez que ces points ont été résolus, vous pouvez retirer ce bandeau et améliorer la mise en forme d'un autre article.

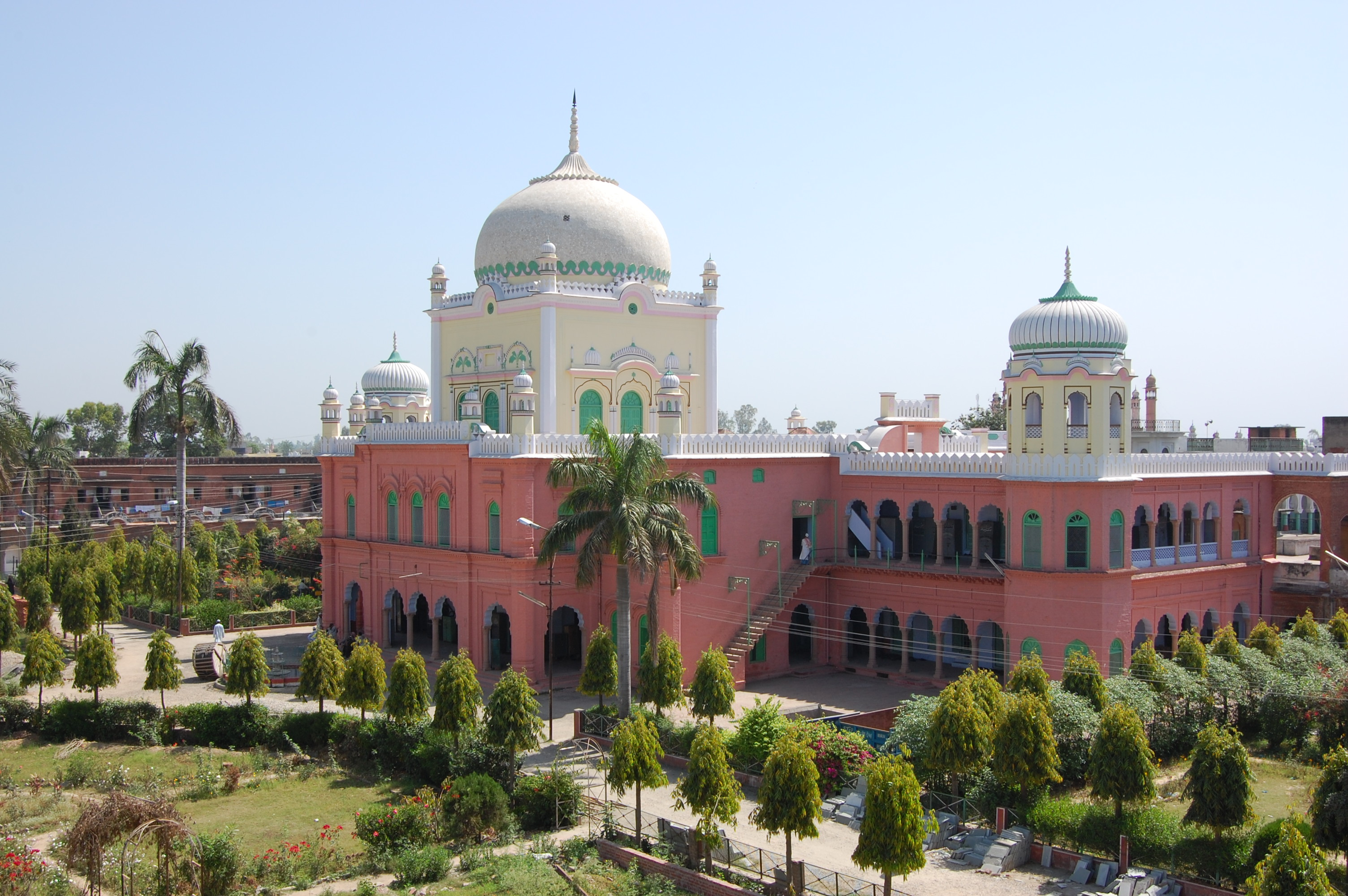
Darul Uloom Deoband

Darul Uloom Deoband est un séminaire islamique (darul uloom (en)) situé à Deoband (en) en Inde ainsi que le lieu de naissance du mouvement islamique sunnite deobandi. Parmi ses fondateurs en 1866 on compte, entre autres, Muhammad Qasim Nanautavi (en), Fazlur Rahman Usmani (en) et Sayyid Muhammad Abid (en). Mahmud Deobandi (en) est la première personne à y enseigner et Mahmud Hasan Deobandi (en) à y étudier.
Le 14 octobre 2020, le conseil exécutif du séminaire nomme Arshad Madani (en) comme principal (sadr-mudarris) et Abul Qasim Nomani (en) comme grand-enseignant du hadîth (shaykh al-hadith).

## Histoire
Darul Uloom Deoband est fondée le 30 mai 1866 par Fazlur Rahman Usmani (en), Sayyid Muhammad Abid (en), Muhammad Qasim Nanautavi (en), Mehtab Ali, Nehal Ahmad et Zulfiqar Ali Deobandi (ur),. Mahmud Deobandi (en) est le premier à y être nommé enseignant et Mahmud Hasan Deobandi (en) est la première élève à y étudier.
En 1982, pendant le vice-chancelier de Muhammad Tayyib Qasmi, des conflits administratifs se sont produits au séminaire qui ont conduit à la formation de Darul Uloom Waqf,.
La propagation du mouvement deobandi au Royaume-Uni, via l'immigration sous-continentale, donne lieu à certaines critiques portant notamment sur son hostilité vis-à-vis des valeurs occidentales contemporaines. En septembre 2007, le journaliste britannique Andrew Norfolk (en) publie dans The Times un article intitulé Hardline takeover of British mosques (« Prise de contrôle radicale des mosquées britanniques »), dans lequel il qualifie le deobandisme d'hardline islamic sect (« branche islamique radicale »).

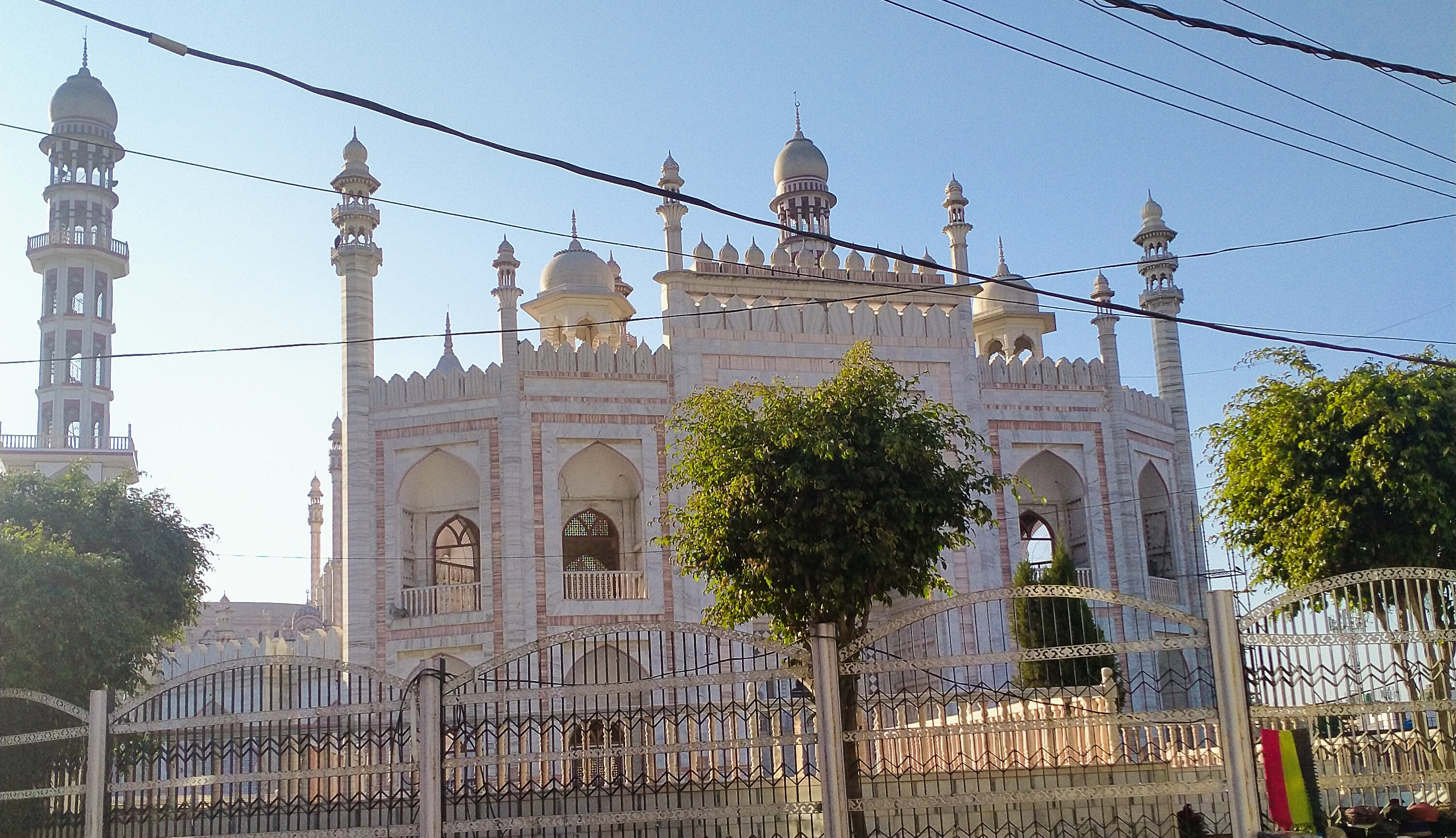
Masjid Rasheed au séminaire

En février 2008, le séminaire organise une conférence antiterroriste pour dénoncer toutes les formes de terrorisme.
Le 16 février 2014, le ministre saoudien des Affaires islamiques Saleh ben Abdelaziz Al ach-Cheikh (en) visite le séminaire, qu'il qualifie à cette occasion de « citadelle de l'islam »,.

## Programme
L'école enseigne le manqulat (sciences islamiques révélées) selon l'école hanafite de jurisprudence islamique[réf. nécessaire]. Dans ce séminaire, Nanawtawi a institué des méthodes modernes d'apprentissage telles que l'enseignement dans les salles de classe, un programme fixe et soigneusement sélectionné, des conférences par des universitaires qui étaient des chefs de file dans leur domaine, des périodes d'examens, des prix de mérite et une presse éditoriale[réf. nécessaire]. Les étudiants ont été enseignés en ourdou, et parfois en arabe pour des raisons théologiques ou en persan, pour des raisons culturelles et littéraires. Le programme est basé sur une version hautement modifiée du programme indo-islamique du XVIIIe siècle connu sous le nom de Dars-e-Nizami[réf. nécessaire].
Les étudiants apprennent le Coran et son exégèse ; Hadith et son commentaire ; et les décisions juridiques avec des preuves textuelles et rationnelles. Ils étudient également la biographie de Muhammad, la grammaire arabe, la langue et la littérature arabes et la langue persane.
Le programme se compose de plusieurs étapes. Le Nazirah (cours primaire) de cinq ans enseigne l'ourdou, le persan, l'hindi et l'anglais. Le niveau suivant est le Hifze Quran. Cela implique la mémorisation du Coran sur deux à quatre ans. Quelques élèves choisiront ensuite Tajwid e Hafs (récitation mélodieuse). L'étudiant apprend les règles de récitation détaillées du Coran telles qu'établies par les hafs arabes. Encore moins suivront le cours suivant, le Sab'ah et 'Asharah Qira'at (étude de toutes les dix récitations du Coran).
Un équivalent d'études supérieures est le cours Fazilat sur huit ans. Il commence avec Arabi Awwal, dans lequel les bases de la langue arabe sont l'objectif principal, et se termine avec Daura e Hadith, dans lequel les principaux livres de la parole du Saint Prophète sont enseignés. Une condition préalable à ce cours est l'achèvement de l'enseignement primaire. La mémorisation du Coran est également recommandée. Les élèves qui terminent le Fazilat peuvent utiliser le titre Alim ou Maulvi. La classe Daurae Hadith (dernière année) est dispensée dans le sous-sol d'un «bâtiment de sept étages en construction». Au cours de l'année académique 2017-2018 (1438-1439 AH), 1664 étudiants ont suivi le cours Daurae Hadith.
Près d'un quart des étudiants qui terminent le Daurae Hadith poursuivent leurs études. Ces cours avancés incluent Takmil Ifta (Jurisprudence) ; Takmil Adab (littérature arabe) ; et Takhassus fil Hadith (Hadith). Les élèves qui terminent le «Takmil Ifta» prennent le titre «Mufti».

## Rôle dans le mouvement d'indépendance indien
Les idéaux politiques de Darul Uloom Deoband ont été fondés jusqu'à dix ans avant son ouverture. En 1857 (1274 AH), Imdadullah Muhajir Makki (un chef spirituel) et ses disciples, Muhammad Qasim Nanautawio, Rasheed Ahmad Gangohi, Muhammad Yaqub Nanautawi et d'autres se sont réunis à Thana Bhawan pour protester contre la domination britannique et poursuivre leur appel à l'indépendance de l'Inde[réf. nécessaire].
En 1913 (1333 AH), l'élève de Nanautavi, Mahmud al-Hasan était un chef de file du mouvement indépendantiste. Il a incité la révolution à travers un plan que le comité Rowlatt a appelé les Silken Letters. Cependant, le plan a échoué et al-Hasan et ses partisans ont été arrêtés et exilés. En 1920 (1338), al-Hasan a été renvoyé en exil à Malte[réf. nécessaire]. Son groupe, Jamiat Ulama-e-Hind, qui comprenait Husain Ahmad Madani, Kifayatullah Dehlawi, Syed Fakhruddin Ahmad, et plus tard, Hifzur Rahman Seoharwi, Ateequr-Rahman Usmani, Minnatullah Rahmani, Habibur-Rahobyan Miandi, et Muandihammad se sont joints au Congrès national indien[réf. nécessaire].
En 1926 et 1927 (1345 et 1346 AH), les diplômés de l'école ont appelé à l'indépendance indienne lors des réunions Jami'atul-Ulama à Calcutta et Peshawar. Madani s'est opposé à la suggestion de la Ligue musulmane de toute l'Inde pour la partition de l'Inde selon des lignes sectaires. Il a également préconisé un gouvernement démocratique avec des libertés religieuses et de la tolérance,,.
Le 29 décembre 1929, Majlis-e-Ahrar-ul-Islam (en) (Majlis-e-Ah'rar-e-Islam, ourdou : مجلس احرارلأسلام, ou Ahrar), un parti politique conservateur sunnite musulman Deobandi a été fondé à Lahore, au Pendjab. Les membres fondateurs du parti étaient Chaudhry Afzal Haq (en), Syed Ata Ullah Shah Bukhari, Habib-ur-Rehman Ludhianvi (en), Mazhar Ali Azhar (en), Zafar Ali Khan (en) et frDawood Ghaznavi (ur). Les membres fondateurs ont été désillusionnés par le mouvement Khilafat, qui s'était aligné sur le Congrès national indien.Le parti a recueilli le soutien de la classe moyenne inférieure urbaine. Il s'est opposé à Muhammad Ali Jinnah, chef de la Ligue musulmane de l'Inde et, dans les premières années du Pakistan, a voulu que les Ahmadiyas soient déclarés non musulmans.

## Fatwas
Une fatwa est «une question soulevée par la loi et la religion, expliquée en réponse aux questions reçues à son sujet» par les Muftis (juristes islamiques). Les muftis de Darul Ifta (département de fatwa), Darul Uloom Deoband sont chargés de donner les fatwas.

### Fatwas controversées
En janvier 2012, des universitaires d'une école deobandi ont rendu une décision religieuse demandant que l'auteur Salman Rushdie ne soit pas autorisé à entrer en Inde pour assister à un festival de littérature car, à leur avis, il avait offensé les sentiments musulmans,.
En mai 2010, des religieux d'une école déobandi ont émis une fatwa déclarant que les hommes et les femmes ne peuvent pas travailler ensemble dans les bureaux publics à moins que les femmes ne soient correctement vêtues,,.
En septembre 2013, des universitaires d'une école deobandi ont émis une fatwa interdisant la photographie comme non islamique.

## Administration
Le cofondateur du séminaire Sayyid Muhammad Abid (en) fut le premier vice-chancelier. Abul Qasim Nomani (en) a succédé à Ghulam Mohammad Vastanvi (en) en tant que treizième vice-chancelier du séminaire le 24 juillet 2011,.

## Anciens élèves
Les anciens comprennent :
- Mahmud Hasan Deobandi (en), chef de file du mouvement des lettres en soie (en)
- Anwar Shah Kashmiri (en), spécialiste du hadîth
- Ashraf Ali Thanwi, cheikh soufi et auteur de Bahishti Zewar (en) et Bayan Ul Quran (en)
- Muhammad Shafi Deobandi, premier Grand Mufti du Pakistan
- Muhammad Ilyas al-Kandhlawi, fondateur de Tablighi Jamaat
- Hussain Ahmed Madani, auteur de Composite Nationalism and Islam (en)

## Publications
Darul ‘Uloom Deoband et ses anciens élèves publient :
- Al-Da'ee / Ad-Da'ee, périodique mensuel arabe[30].
- Maah Namah Darul ‘Uloom, périodique mensuel en ourdou[31].
- Aaeenah Darul ‘Uloom, périodique bimensuel en ourdou[32].